# 1953 у кіно

## Події
- 15-29 квітня — 6-й Каннський міжнародний кінофестиваль, Канни, Франція.
- 20 серпня-4 вересня — 14-й Венеційський кінофестиваль, Венеція, Італія.
- 8-28 червня — 3-й Берлінський міжнародний кінофестиваль, Західний Берлін.

## Фільми
Список фільмів 1953 року
- Джентльмени надають перевагу білявкам
- Ласкаво просимо, містере Маршалл
- Маніна, дівчина без вуалі
- Поцілуй мене, Кет

## Персоналії

### Народилися
- 8 лютого — Мері Стінберген, американська акторка.
- 15 лютого — Хостікоєв Анатолій Георгійович, український актор театру і кіно, імпресаріо.
- 13 березня — Матвєєв Дмитро Миколайович, радянський і російський актор кіно та дубляжу, телеведучий.
- 16 березня — Ізабель Юппер, французька акторка.
- 23 квітня — Мигицко Сергій Григорович, російський актор.
- 27 квітня — Каменкова-Павлова Анна Семенівна, радянська і російська акторка театру, кіно та дубляжу.
- 16 травня — Пірс Броснан, ірландський актор.
- 17 травня — Жерар Кравчик, французький режисер, сценарист.
- 23 травня — Івасів Микола Васильович, радянський, російський кінооператор-постановник.
- 29 травня — Абдулов Олександр Гаврилович, російський актор театру і кіно.
- 19 липня — Наливайчук Дмитро Михайлович, український радянський актор, телеведучий.
- 1 вересня — Рашид Бушареб, французький кінорежисер, сценарист і продюсер алжирського походження.
- 29 вересня — Матешко Анатолій Миколайович, радянський та український актор, кінорежисер.
- 3 жовтня — Корєнєва Олена Олексіївна, радянська та російська акторка театру і кіно, літераторка, сценаристка, режисерка.
- 6 жовтня — Венді Робі, американська акторка.
- 12 листопада — Немченко Олександр Дмитрович, український актор кіно і драми.
- 29 листопада — Крістіна Паскаль, французька і швейцарська акторка, режисерка і сценаристка.
- 3 грудня — Робер Гедігян, французький кінорежисер, сценарист та кінопродюсер.
- 4 грудня — Жан-П'єр Дарруссен, французький актор, режисер.
- 8 грудня — Кім Бейсінгер, американська акторка.
- 9 грудня:
  - Джон Малкович, американський актор.
  - Кравченко Тетяна Едуардівна, радянська і російська акторка театру і кіно.
- 27 грудня — Підгорний Сергій Олександрович, український радянський актор.

### Померли
- 12 лютого — Карл Фройліх, німецький кінорежисер, сценарист, оператор та продюсер (нар. 1875).
- 5 березня — Герман Манкевич, голлівудський сценарист.
- 7 березня:
  - Едвард Седжвік, американський кінорежисер, сценарист, актор і продюсер.
  - Макс Ре, данський художник по костюмах і художник-постановник.
- 15 березня — Карл Стокдейл, американський актор.
- 2 квітня — Жан Епштейн, французький кінорежисер, теоретик кіно, кінокритик.
- 30 травня — Джордж Барнс, американський кінематографіст.
- 5 червня:
  - Вільям Фарнум, американський актор.
  - Роланд Янг, англійський актор (нар. 1887).
- 11 червня — Марсель Ерран, французький актор театру та кіно, театральний режисер.
- 14 червня — Абдулов Осип Наумович, російський радянський актор театру і кіно.
- 30 червня — Пудовкін Всеволод Іларіонович, російський кінорежисер.
- 7 липня — Цумасабуро Бандо, японський актор (нар. 1901).
- 13 липня — Григор'єв Григорій Іванович, український звукооператор.
- 26 липня — Клайд Де Вінна, американський кінооператор і оператор-постановник.
- 6 вересня — Фреліх Олег Миколайович, радянський російський актор театру і кіно, режисер.
- 12 вересня — Льюїс Стоун, американський актор.
- 8 жовтня — Найджел Брюс, англійський актор (нар. 1895).
- 31 жовтня — Бабій Олександр Максимович, український радянський звукооператор.
- 14 листопада — Альдо Граціаті, італійський кінооператор (нар. 1905).